# Precious Ogbevoen
Osarounamen "Precious" Ogbevoen (Nigeria, 28 ottobre 1995) è un giocatore di football americano austriaco, che gioca come linebacker per i Tirol Raiders.
Dopo aver giocato dal 2010 al 2018 per i Vienna Vikings gioca per 4 stagioni in due diverse squadre universitarie statunitensi; nel 2021 si trasferisce ai Frankfurt Galaxy, l'anno successivo agli Stuttgart Surge e dal 2023 ai Tirol Raiders.
Suo fratello minore Lucky è stato suo compagno di squadra ai Vikings e per una stagione ai Raiders.

## Palmarès
- 1 Eurobowl (Vienna Vikings, 2013)
- 1 ELF Championship (Frankfurt Galaxy, 2021)
- 3 Austrian Bowl (Vienna Vikings, 2013, 2014, 2017)